# Theologische Fakultät Trier
Die Theologische Fakultät Trier ist eine eigenständige kirchliche Hochschule päpstlichen Rechts in Trier, die mit der staatlichen Universität Trier über einen Kooperationsvertrag verbunden ist.

## Geschichte
Eine Theologische Fakultät existierte bereits an der alten Universität Trier, die 1473 eröffnet und 1798 durch die französische Revolutionsregierung aufgehoben wurde. Von 1805 bis zur Mitte des 20. Jahrhunderts war das Bischöfliche Priesterseminar die Institution und der Ort theologischer Lehre und Forschung in Trier.
Durch Urkunde vom 5. Juni 1950 errichtete Papst Pius XII. die zweite Theologische Fakultät Trier als kirchliche Hochschule päpstlichen Rechts am Bischöflichen Priesterseminar Trier; sie wurde am 30. September 1950 eröffnet. Durch Erlass der Regierung von Rheinland-Pfalz vom 22. August 1950 wurde sie als Hochschule mit allen akademischen Rechten, insbesondere dem der Verleihung akademischer Grade und dem der Habilitation, staatlich anerkannt. Mit der 1970 gegründeten staatlichen Universität Trier ist die Theologische Fakultät Trier auf Grundlage eines am 28. September 1970 zwischen dem Bistum Trier und der Landesregierung Rheinland-Pfalz geschlossenen Kooperationsvertrages eng verbunden. Die Kooperation zwischen der Universität Trier und der Theologischen Fakultät Trier ermöglicht das Angebot fachbereichsübergreifender Studiengänge. Vorlesungsverzeichnis, Studienführer und Forschungsbericht werden gemeinsam herausgegeben.
Mit Beginn des Sommersemesters 1992 verlegte die Theologische Fakultät Trier ihren ersten Standort in die Universität Trier (Fachbereichsgebäude E); doch finden weiter Lehrveranstaltungen am zweiten Standort (Priesterseminar Trier, Jesuitenstr. 13) statt. Hier befinden sich auch die Bibliothek des Priesterseminars als theologische Fachbibliothek mit etwa 553.000 Bänden bzw. Medieneinheiten sowie die Promotionsaula. Im Bereich der Universitätsbibliothek steht im Fachlesesaal „Theologie“ eine Präsenzbibliothek mit etwa 10.000 Bänden zur Verfügung.

## Lehrstühle
- Philosophie (Christian Rößner)
- Abrahamitische Religionen mit Schwerpunkt Islam und interreligiöser Dialog (Dennis Halft OP)
- Altes Testament (Carolin Neuber)
- Neues Testament (Hans-Georg Gradl)
- Fundamentaltheologie und Ökumenische Theologie (Walter Andreas Euler)
- Dogmatik und Dogmengeschichte (Annemarie C. Mayer)
- Moraltheologie (Johannes Brantl)
- Christliche Sozialwissenschaft (Ingo Proft)
- Kirchengeschichte (Frederik Simon)
- Pastoraltheologie mit Homiletik (Klaus Vellguth)
- Religionspädagogik mit Katechetik (Joachim Theis)
- Liturgiewissenschaft (Marco Benini)
- Kirchenrecht (Noach Heckel OSB)

## Studiengänge und Zertifikate
Katholische Theologie
- Magister Theologiae
- Bachelor Lehramt an Grundschulen, Realschule+ und Gymnasien
- Master Lehramt an Grundschulen, Realschule+ und Gymnasien
- Bachelor Katholische Theologie im Hauptfach
- Bachelor Katholische Theologie im Nebenfach

Weitere Studiengänge
- Master Interreligiöse Studien: Judentum, Christentum, Islam
- Master Theologie und Ethik im Sozial- und Gesundheitswesen
- Zertifikat: Theologie und Soziales
- Zertifikat: Theologie und Recht

## Angegliederte Institute und Partnerschaften
- Institut für Cusanus-Forschung
- Emil-Frank-Institut für jüdisches Leben in der Region Mosel-Eifel-Hunsrück
- Ethik-Institut Vallendar-Trier
- Deutsches Liturgisches Institut
- Homiletisches Institut
- Pastoralpsychologisches Institut
- Luxembourg School of Religion & Society (LSRS)
- Catholic University of America

## Ehrendoktorate
- Petrus Siffrin OSB, Dormitio-Abtei in Jerusalem (1960), verstorben 1963
- Adolf Süsterhenn, Justiz- und Kultusminister des Landes Rheinland-Pfalz (1973), verstorben 1974
- Emile Donckel, Prof. für Kirchengeschichte am Priesterseminar in Luxemburg (1973), verstorben 1979
- Rudolf Haubst, Prof. für Dogmatik (Universität Mainz), Gründer und erster Direktor des Instituts für Cusanus-Forschung (1973), verstorben 1992
- Jean Hengen, em. Erzbischof von Luxemburg (1982), verstorben 2005
- Edmundo Luis Flavio Abastoflor Montero, Erzbischof von La Paz/Bolivien (1990)
- Emile Schmitt, Prof. em. für Fundamentalmoral, am Centre Autonome d’Enseignement de Pédagogie Religieuse der Faculté des Lettres et des Sciences Hu-maines der Universität Metz (1990), verstorben 2008
- Franz Ronig, Päpstlicher Ehrenprälat, Domkapitular em., Kustos des Domschatzes, Diözesankonservator, Honorarprofessor (Universität des Saarlandes und Universität Trier), Dozent für Geschichte der christlichen Kunst und Kirchliche Denkmal-pflege an der Theologischen Fakultät Trier von 1966 bis 2002 (1990), verstorben 2019
- Norbert Hinske, Prof. em. für Philosophie an der Universität Trier (2000)
- Maria Overdick-Gulden, Trier (2000), verstorben 2019
- Louis Ridez, Abbé, Lille-Avelin (2000), verstorben 2020
- Julio Terrazas Sandoval, Erzbischof von Santa Cruz de la Sierra/Bolivien (2010), verstorben 2015
- Michael Jäckel, Soziologe, Präsident der Universität Trier (2022)
- Andreas Knapp, Kleiner Bruder vom Evangelium, religiöser Schriftsteller und spiritueller Lyriker, Leipzig (2022)
- Christel Neudeck, Mitgründerin des Vereins „Cap Anamur / Deutsche Notärzte e. V.“, Troisdorf-Spich (2022)
- Mary Prema Pierick, zweite Nachfolgerin von Mutter Teresa als Generaloberin der Missionarinnen der Nächstenliebe in Kalkutta von 2009 bis 2022, aktuell tätig in Zaborów/Polen (2022)

## Forschung
Die Trierer Theologische Zeitschrift (TThZ) wird von der Theologischen Fakultät Trier und dem Katholisch-Theologischen Fachbereich der Universität Mainz zusammen herausgegeben. Viermal im Jahr erscheint jeweils ein Heft zu achtzig Seiten. Die Zeitschrift enthält wissenschaftliche Artikel aus dem Bereich der Philosophie sowie der biblischen, historischen, systematischen und praktischen Theologie.
Die Buchreihe Trierer Theologische Studien (TThSt) wird herausgegeben von der Theologischen Fakultät Trier. Sie bietet in erster Linie Nachwuchswissenschaftlerinnen und -wissenschaftlern ein Forum zur Publikation von Forschungsarbeiten aus dem Bereich der Theologie, insbesondere von Dissertationen oder Habilitationsschriften. Die TThSt erscheinen im dort ansässigen Paulinus-Verlag.